# NGC 5337
NGC 5337 este o galaxie spirală situată în constelația Câinii de Vânătoare. A fost descoperită în 14 ianuarie 1788 de către William Herschel. Se află la o distanță de 53,21 de megaparseci de Pământ.